# Reillon
Reillon település Franciaországban, Meurthe-et-Moselle megyében. Lakosainak száma 73 fő (2022. január 1.). Reillon Blémerey, Chazelles-sur-Albe, Domjevin, Gondrexon, Leintrey és Vého községekkel határos.

## Népesség
A település népessége az elmúlt években az alábbi módon változott:
| Lakosok száma | 54   | 83   | 87   | 71   | 64   | 78   | 87   | 78   | 73   | 73   |
|               | 1968 | 1982 | 1990 | 2006 | 2013 | 2015 | 2017 | 2019 | 2020 | 2022 |